# Cornelio Saavedra (Politiker)

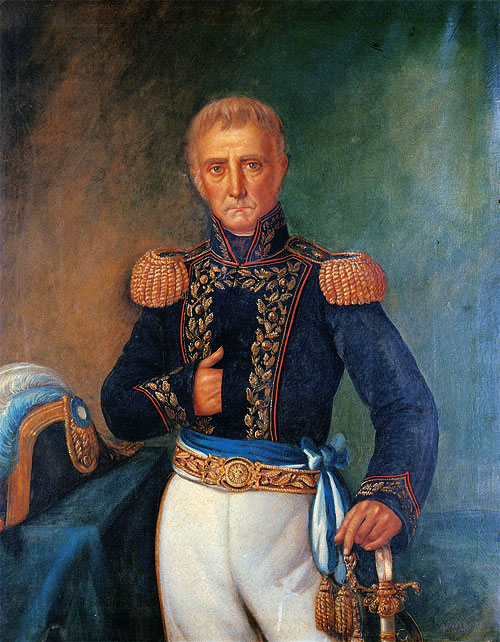
Cornelio Saavedra

Cornelio Judas Tadeo Saavedra (* 15. September 1759 in Potosí, Vizekönigreich des Río de la Plata, heute Bolivien; † 29. März 1829 in Buenos Aires, Argentinien) war ein Offizier und Politiker zu Zeiten des Argentinischen Unabhängigkeitskriegs. Nach der Mai-Revolution war er von Mai bis Dezember 1810 einziger Präsident der Primera Junta, der ersten unabhängigen Regierung Argentiniens, und von Dezember 1810 bis August 1811 erster Präsident der um weitere Mitglieder erweiterten Junta Grande.

## Leben
Cornelio Saavedra kam in der Bergbaustadt Potosí im bolivianischen Hochland zur Welt, das damals zum spanischen Vizekönigreich des Río de la Plata gehörte. Die Familie zog aber bald nach Buenos Aires, wo die klimatischen Bedingungen günstiger waren; aus Buenos Aires stammte der Vater von Cornelio, Santiago de Saavedra.
Cornelio begann ein geisteswissenschaftliches Studium am königlichen Kolleg von San Carlos, schloss es aber nicht ab, weil er sich um die väterliche Landwirtschaft kümmern musste. Seine politische Karriere begann 1797 als Regidor der Kommunalverwaltung von Buenos Aires, 1799 wurde er zum Procurador ernannt und 1801 zum Alcalde. 1805 war er für die Getreideverwaltung von Buenos Aires verantwortlich. Er heiratete Saturnina Otárola.
Seine militärische Karriere begann unverhofft, als die Briten Mitte 1806 unter William Carr Beresford Buenos Aires besetzten und Vizekönig Rafael de Sobremonte nach Córdoba fliehen musste. Saavedra führte das Regimiento de Patricios, eine Milizeinheit argentinischer Freiwilliger, das ihn zu seinem Offizier wählte. 1807 stieg er so bis zum Range eines Oberstleutnants der Miliz auf. 1807 griffen die Briten, die zunächst Montevideo besetzt hatten, erneut Buenos Aires an, wurden aber im Straßenkampf von den einheimischen Milizen unter Martín de Álzaga und Saavedra zurückgeschlagen.
Die innenpolitische Lage wurde in den Folgejahren komplexer: Napoleonische Truppen hatten 1808 das Mutterland Spanien besetzt, um Joseph Bonaparte als König an Stelle von Ferdinand VII. durchzusetzen, der sich in französischer Gefangenschaft befand. Königstreue Juntas organisierten den Widerstand in Spanien, und auch in den Kolonien in Südamerika regten sich Bestrebungen, die Regierungsgewalt selbst in die Hand zu nehmen. Vizekönig Santiago de Liniers fehlte es zum einen an Legitimität, da der König handlungsunfähig war, zum anderen wurde er von den spanischen Patrioten wegen seiner Herkunft als potenzieller Verräter und Franzosenfreund angefeindet.
Saavedra vertrat die Interessen der argentinischen Oberschicht (criollos), die weitreichende Autonomie für das Gebiet am Río de la Plata wollten, während Álzaga zur Partei der Peninsulares zählte, die an erster Stelle die bisherige Bindung zum Mutterland erhalten wollten. Saavedra zählte zu den gemäßigten Kräften der Unabhängigkeitsbewegung: So zögerte er den Aufstand gegen den letzten spanischen Vizekönig Baltasar de Cisneros hinaus, bis der Cabildo Abierto (die Honoratiorenversammlung) der Hauptstadt Cisneros am 25. Mai 1810 absetzte und eine Regierungsjunta an seine Stelle setzte. Vorsitzender der Übergangsregierung wurde Cornelio Saavedra. Bald kam es zu Auseinandersetzungen mit Mariano Moreno, dem Kriegsminister, der radikale Änderungen in Verwaltung und Sozialwesen durchsetzen wollte. Saavedra ließ Abgeordnete aus weiteren Provinzen in die Junta aufnehmen, so dass Moreno und seine Mitstreiter in die Minderheit gerieten und Moreno von seinen Ämtern zurücktrat.
Im Kampf gegen royalistische spanische Truppen im Hochland Boliviens erlitt die Unabhängigkeitsbewegung 1810 und 1811 mehrere Niederlagen. Saavedra eilte Ende August 1811 in den Norden, um die Armee des Nordens persönlich gegen die Spanier zu führen. Seine politischen Gegner nutzten die Chance, um die Junta abzusetzen; an ihrer Stelle regierte ein erstes Triumvirat die Provinz des Río de la Plata. In Buenos Aires kam es zum Bürgerkrieg zwischen den Kräften Morenos und denen Saavedras, an deren Ende die Niederlage der gemäßigten Saavedra-Partei stand.
Cornelio Saavedra überquerte die Hauptkordillere Richtung Westen und blieb mit seinem zehnjährigen Sohn Agustín in Chile. Dort blieb er bis 1814, als er nach Buenos Aires zurückkehrte und sich einem Gericht stellte. Im April 1815 wurde ihm sein militärischer Rang aberkannt und der Director Supremo Ignacio Álvarez Thomas verbannte ihn nach Arrecifes.
1818 begnadigte ihn der verfassunggebende Kongres, und Director Juan Martín de Pueyrredón bestellte ihn zum Brigadegeneral der Armee. Ende des Jahres benannte man ihn zum Jefe de Estado Mayor, der die Friedensverhandlungen mit den Ranqueles-Indianern führen sollte.
Die Konflikte der Provinzen und Generäle und die faktische Auflösung der Zentralregierung drängten Saavedra ab 1820 nach Montevideo, wo er zunächst die Regierung des Gouverneurs Martín Rodríguez unterstützte. 1822 nahm er seinen Abschied aus der Armee. Er bot im Krieg mit Brasilien noch einmal seine aktiven Dienste an, dies wurde vom Kriegsminister Marcos Balcarce angesichts Saavedras hohen Alters aber nicht in Anspruch genommen.
Saavedra starb in Buenos Aires im März 1829.

## Ehrungen
Nach Saavedra ist die bolivianische Provinz Cornelio Saavedra und das Stadtviertel Saavedra (Buenos Aires) benannt; auch ein Fußballpokal in Südamerika trägt seinen Namen: die Copa Cornelio Saavedra.